# روی زیرزمین
روی زیرزمین مستندی دربارهٔ زندگی دو بی‌بوی ایرانی است که هر کدام در فستیوال سالان ردبول به دنبال خواسته‌های خود می‌گردند، این مستند بعد از شرکت در چند جشنواره فیلم داخلی با سانسور مواجه می‌شود و سازندگان مستند این فیلم را به صورت رایگان و زیرزمینی در اختیار مخاطبان قرار می‌دادند.

## داستان مستند
پرویز زیدی در شهری با بافت سنتی زندگی می‌کند او از دوران نوجوانی با دیدن کلیپ‌های رقص چیکو به این کار علاقه‌مند می‌شود و باقی زندگی خود را صرف رقصیدن می‌کند، ولی به خاطر مردمان شهرش و خانواده اش همیشه با مشکلات مختلفی رو به رو بود…
فرزین انصاری بهترین رقصنده ایران است که در مهمترین مسابقه رقص ایران قهرمان شده بود، جایزه این مسابقات مسافرت به کشورهای دیگر و رقصیدن در مسابقات برون مرزی است. اما فرزین به خدمت سربازی نرفته بود و به خاطر نداشتن پاسپورت نمی‌توانست از جایزه استفاده کند و نفر دوم از این شانس بهره‌مند شد. امسال فرزین پاسپورت خود را گرفته است و او سخت تلاش می‌کند تا خود را برای مهم‌ترین مسابقه رقص در ایران آماده کند…

## جوایز و کاندیدها
- بهترین مستند از جشنواره مستقل تصویر سال ۱۳۹۲[۶]
- دیپلم افتخار از جشنوار مستقل خورشید ۱۳۹۳[۷]
- کاندید بهترین کارگردانی از جشنواره فیلم کوتاه تهران ۱۳۹۳[۸]
- کاندید بهترین تدوین از جشنواره فیلم کوتاه تهران ۱۳۹۳[۸]
- کاندید بهترین کارگردانی از جشنواره سینما حقیقت ۱۳۹۳[۹]